# Осман-Букеш
Осман-Букеш (після 1948 року Водне; до середини XIX століття Асмак; крим.: Osman Bükeş, Осман Букеш) — зникле село в Джанкойському районі Автономної республіки Крим, що розташовувалося на півночі району, в степовій частині Криму, на березі Сиваша — приблизно в 3 км на південний схід від сучасного села Стовпове.

### Динаміка чисельності населення
| - 1805 — 48 ос. - 1864 — 5 ос. - 1915 — 113 ос. | - 1926 — 106 ос. - 1939 — 221 ос. |

## Історія
Перша документальна згадка села зустрічається в Камеральному Описі Криму… 1784 року, судячи з якого, в останній період Кримського ханства Акмак входив у Діп Чонгарський кадилик Карасубазарського каймаканства. Після анексії Кримського ханства Росією (8) 19 квітня 1783 року, (8) 19 лютого 1784 року, іменним указом Катерини II сенату, на території колишнього Кримського Ханства була утворена Таврійська область і село було приписано до Перекопського повіту. Після Павловських реформ, з 1796 по 1802 рік, входила до Перекопського повіту Новоросійської губернії. За новим адміністративним поділом, після створення 8 (20) жовтня 1802 року Таврійської губернії, Асмак був включений до складу Біюк-Тузакчинської волості Перекопського повіту.
За Відомістю про всі селища в Перекопському повіті, що складаються з показанням в якій волості скільки числом дворів і душ… від 21 жовтня 1805 в селі Осман було 6 дворів, 44 кримських татарина і 4 ясирів. На військово-топографічній карті генерал-майора Мухіна 1817 року в селі Осмак позначено 4 двори, в Бакуші — 5. Після реформи волосного поділу 1829 Осмак, за «Відомості про казенні волості Таврійської губернії 1829 року», залишився в складі Тузакчинської волості. На карті 1836 року в селі 3 двори, а на карті 1842 року Асмак позначений умовним знаком «мале село» (це означає, що в ньому налічувалося менше 5 дворів).
У 1860-х роках, після земської реформи Олександра II, село приписали до Байгончекської волості того ж повіту. У «Списку населених місць Таврійської губернії за відомостями 1864 року», складеному за результатами VIII ревізії 1864 року, Букеш — власницьке татарське село, з 1 двором і 5 жителями, при колодязях, Асмак вже відсутній — за «Пам'ятною книжкою Таврійської губернії за 1867 рік», село Осман було покинуте жителями у 1860—1864 роках — в результаті еміграції кримських татар, особливо масової після Кримської війни 1853—1856 років, до Туреччини, і залишалося в руїнах. На триверстової карті 1865—1876 років в Асмаку було 3 двори. Потім поселення зникає з доступних документів до початку XX століття.
За Статистичним довідником Таврійської губернії. ч. Друга. Статистичний нарис, випуск п'ятий Перекопський повіт, 1915 рік , у селі Осмак (вакуф) Богемської волості Перекопського повіту було 24 двори з населенням у кількості 113 осіб приписних жителів, без вказівки національностей.
Після встановлення в Криму Радянської влади за постановою Кримрівкому від 8 січня 1921 року № 206 «Про зміну адміністративних кордонів» було скасовано волосну систему і у складі Джанкойського повіту було створено Джанкойський район. У 1922 році повіти перетворили на округи. 11 жовтня 1923 року, за постановою ВЦВК, до адміністративного поділу Кримської АРСР було внесено зміни, внаслідок яких округи було ліквідовано, основною адміністративною одиницею став Джанкойський район та село включили до його складу. За Списком населених пунктів Кримської АРСР по Всесоюзному перепису 17 грудня 1926 року, в селі Осман-Букеш, Таганаської сільради Джанкойського району, було 25 дворів, з них 24 селянські, населення становило 106 осіб, всі татари, діяла татарська школа. За даними всесоюзного перепису населення 1939 в селі проживала 221 людина.
У 1944 році, після очищення Криму від нацистів, 12 серпня 1944 року було прийнято постанову № ГОКО-6372с «Про переселення колгоспників у райони Криму» та у вересні 1944 року до району приїхали перші новосели (27 сімей) з Кам'янець-Подільської і Київської областей, а на початку 1950-х років була друга хвиля переселенців з різних областей України. З 25 червня 1946 Осман-Букеш у складі Кримської області РРФСР. Указом Президії Верховної Ради РРФСР від 18 травня 1948 Осман-Букеш перейменували на Водне. 26 квітня 1954 року Кримська область була передана зі складу РРФСР до складу УРСР. Час включення до Медведівської сільради поки не встановлено: на 15 червня 1960 року селище вже значилося в його складі. Водне ліквідовано до 1968 року (за довідником «Кримська область. Адміністративно-територіальний поділ на 1 січня 1968 року»-в період з 1954 по 1968 роки).